# Rione Luzzatti
Il Rione Luzzatti è un rione di Napoli, situato nel quartiere di Poggioreale.

## Geografia fisica
Si trova nella zona sud di Poggioreale ai confini con il Centro direzionale e la Zona Industriale, lungo la ferrovia che porta verso la stazione di Napoli Centrale.

## Storia
Nella zona anticamente scorreva il fiume Sebeto. Tra il 1924 e il 1925 venne bonificata su proposta del deputato Emanuele Gianturco. Il rione prende il nome di Luigi Luzzatti che diede il via alla costruzione delle case popolari.

## Monumenti
Il monumento principale è la storica Chiesa di San Giuseppe Maggiore dei Falegnami (precedentemente solo dedicata a San Giuseppe), del XV secolo, restaurata nel XX secolo.

## Infrastrutture e trasporti
È presente un sottopassaggio che porta alla stazione di Traccia, posta sulla ferrovia Roma-Cassino-Napoli e servita da treni metropolitani lungo la tratta Napoli Campi Flegrei-Caserta.
Nei pressi è anche presente la stazione di Napoli Gianturco della Linea 2.

## Letteratura e cinema
Il Rione Luzzatti è l'ambientazione principale del romanzo best-seller L'amica geniale, scritto da Elena Ferrante, dove si svolgono gran parte delle vicende delle due ragazze protagoniste e da cui è stata tratta l'omonima serie televisiva.